# Société générale des transports aériens
Les Lignes Aériennes Farman (désignation anglo-saxonne Farman Airlines) est une compagnie aérienne française.
La Société générale des transports aériens ou SGTA (souvent appelée Lignes Farman) a été créée en 1924 par Henri, Maurice et Dick Farman, avec un capital de douze millions de francs.
- But : école et transports aériens
- Siège : 167, rue de Silly à Boulogne-Billancourt. À partir de 1926, son siège social est sis 4, rue Edouard-VII à Paris.
- Centre : Toussus-le-Noble (Yvelines)

La SGTA a été créée afin de faire face à la mutation mondiale du transport aérien. La première décision fut la spécialisation du personnel en personnel d'essai et personnel de ligne. La gestion du trafic fut également rationalisée en faisant apparaître la notion de passager-kilomètre ainsi que du kilogramme-kilomètre pour le chargement et la poste.
- Exemple : en 1926 (année faible), sur un vol Paris-Bruxelles-Amsterdam, nous avons 532 000 passagers pour 271 405 km parcourus au total, soit un taux de remplissage de 1,96 passager par kilomètre avec des avions de quatre places.

En 1933, la fusion des cinq principales compagnies de transport aérien Aéropostale, Air Orient, Air Union, CIDNA et SGTA donna naissance à Air France.